# 243 Іда
243 Іда (лат. Ida) — невеликий астероїд головного поясу, що входить до сім'ї Короніди. Відкритий 29 вересня 1884 року австрійським астрономом Йоганном Палізою в обсерваторії міста Відень (Австрія). Названо на честь німфи з давньогрецької міфології, яка няньчила юного Зевса. Пізніші спостереження ідентифікували Іду як кам'яний астероїд типу S (один із найпоширеніших спектральних класів астероїдів).
Орбіта Іди, як і всі інших астероїдів головного поясу, розташована між Марсом та Юпітером, її орбітальний період становить 4,84 року, а період обертання навколо власної осі — 4,63 години. Іда має неправильну витягнуту форму із середнім діаметром 32 км.
28 серпня 1993 року повз астероїда пролетів автоматичний космічний апарат «Галілео» (США), який виявив у Іди супутник розміром 1,4 км. Супутник отримав назву Дактиль, на честь дактилів — демонів у давньогрецькій міфології, що мешкали на острові Крит, на горі Іда.
Дактиль став першим супутником, виявленим в астероїда. Його діаметр 1,4 км, що становить близько однієї двадцятої діаметра Іди. Його орбіта навколо Іди не може бути точно визначена, але наявних даних вистачило, щоб приблизно оцінити щільність Іди та її склад. Ділянки поверхні Іди мають різну яскравість, що пов'язано з різною кількістю залізовмісних мінералів на них. На поверхні Іди багато кратерів різного діаметра й віку, це одне з найбільш кратерованих тіл у Сонячній системі.
Зображення з «Галілео» і наступні вимірювання маси Іди дозволили отримати багато нових даних про геологію кам'яних астероїдів. Раніше існувало багато теорій, що пояснюють мінералогічний склад астероїдів цього класу. Отримати дані про їх склад можна було лише завдяки аналізу хондритних метеоритів. Вважається, що саме астероїди типу S є основним джерелом таких метеоритів.

## Відкриття і спостереження
Іду виявив 29 вересня 1884 року австрійський астроном Йоганн Паліза у Віденській обсерваторії. Це був 45-й відкритий ним астероїд. Ім'я німфи з давньогрецької міфології, яка виховала Зевса, астероїд отримав завдяки Моріцу фон Куффнеру (нім. Moriz von Kuffner), віденському пивовару та астроному-аматору. 1918 року астероїд Іда був включений до складу астероїдної сім'ї Короніди, що утворилася в результаті зіткнення двох великих астероїдів 2 млрд років тому. Багато важливих даних про цей астероїд було отримано пізніше, 1993 року, за результатами досліджень в обсерваторії Оук-Ридж і за даними, отриманими під час прольоту КА «Галілео» поряд з астероїдом. Насамперед це уточнення параметрів орбіти Іди навколо Сонця.

## Фізичні характеристики

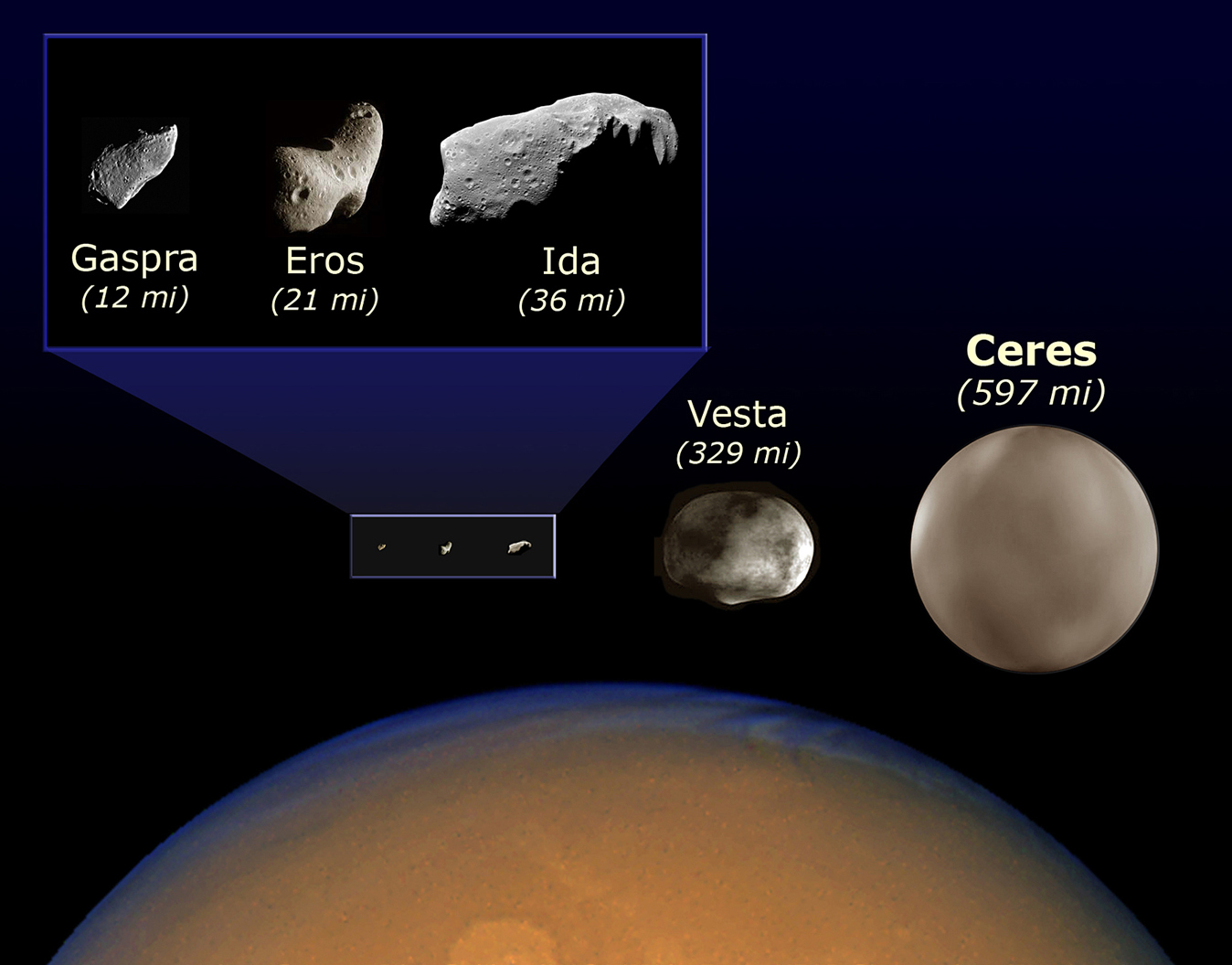
Порівняння розмірів Іди з низкою інших астероїдів, а також Церерою і Марсом

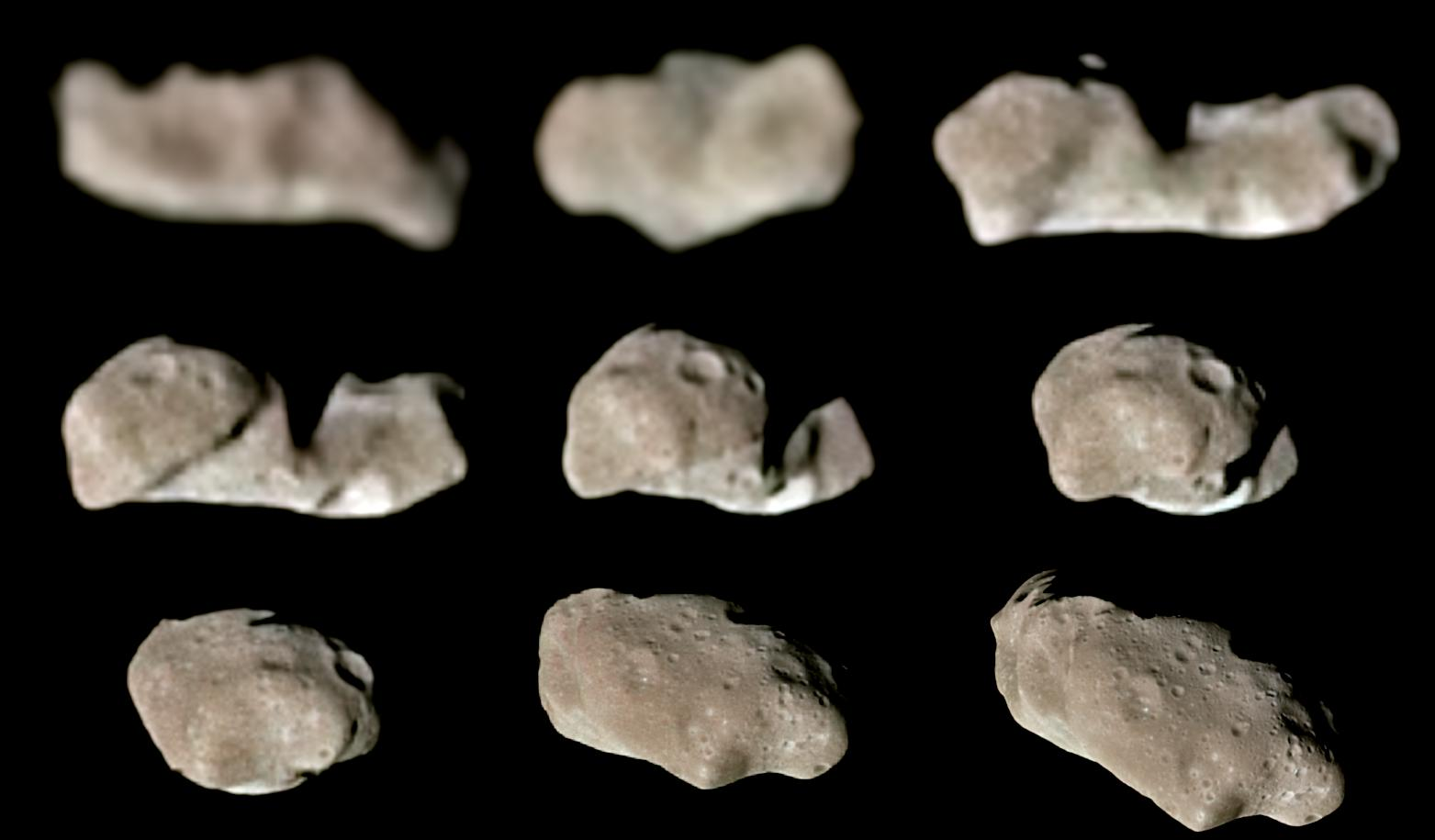
Послідовні зображення обертання Іди

Оцінки маси Іди коливаються від 3,65 × 1016 до 4,99 × 1016 кг. Прискорення вільного падіння на поверхні залежно від положення на астероїді змінюється від 0,3 до 1,1 см/с2. Це настільки мало, що космонавт, стоячи на поверхні, може, підстрибнувши, перелетіти з одного кінця Іди на інший, а якщо розігнатися до швидкості 20 м/с, можна і зовсім вилетіти з астероїда.
Іда — астероїд видовженої форми, трохи нагадує круасан з нерівною поверхнею. Довжина астероїда у 2,35 раза перевищує ширину, а середня частина з'єднує дві геологічно різні частини. Таку форму астероїда можна пояснити тим, що він складається з двох твердих компонентів, з'єднаних областю з пухкого роздробленого матеріалу. Однак знімки з «Галілео» не змогли підтвердити цю гіпотезу, хоча на астероїді і були виявлені схили з нахилом 50°, тоді як зазвичай вони не перевищують 35°. Через неправильну форму і високу швидкість обертання розподіл гравітаційного поля поверхнею Іди вкрай нерівномірний. Дія відцентрових сил у масштабах астероїда з такою малою масою і такої форми призводить до вельми помітних спотворень гравітації в різних частинах Іди. Зокрема, прискорення вільного падіння є найнижчим на кінцях астероїда і в його середніх областях (через низьку густину).